# 北扬州
北扬州，中国南北朝时设置的州。
东魏天平二年（535年）置北扬州，治所在陈郡项城县（一说丹杨郡，今河南沈丘县）。辖境相当今河南省沈丘县、项城市、西华县、淮阳县、新蔡县、及安徽省临泉县等地。南朝梁太清元年（547年）入南朝梁，改为殷州。东魏武定六年（548年）夺回，改为北扬州。领五郡：陈郡、汝阴郡、丹杨郡、南顿郡、陈留郡，十九县。9845户，32139口。北齐改为信州，领四郡：陈郡、汝阴郡、丹杨郡、淮阳郡。